# Адміністративний устрій Ялтинського району
Адміністративний устрій Ялтинського району — адміністративно-територіальний поділ Ялтинського району АР Крим на 3 міські, 8 селищних та 5 сільських рад, що підпорядковані Ялтинській районній раді та об'єднують 58 населених пунктів. Адміністративний центр — місто Ялта.

## Список радЯлтинського району
- Ялтинська міська рада
  - м. Ялта
- Алупкинська міська рада
  - м. Алупка
- Алуштинська міська рада
  - м. Алушта
- Гаспринська селищна рада
  - смт Гаспра
- Гурзуфська селищна рада
  - смт Гурзуф
  - с-ще Данилівка;
  - смт Краснокам'янка (раніше Кизилташ)
  - с-ще Лінійне
  - с-ще Партизанське (раніше Гірська Лаванда)
- Ізобільненська сільська рада
  - с. Ізобільне (Корбекуль)
  - с. Верхня Кутузовка (Шума)
  - с. Нижня Кутузовка (Шума)
  - с-ще Розовий (Хачи-Озенбаш, Тайфі)
- Кореїзька селищна рада
  - смт Кореїз
    - Місхор — офіційно не має статусу окремого нас. пункту, а є складовою частиною Кореїзу
- Лівадійська селищна рада
  - смт Лівадія
  - смт Виноградне
  - с-ще Високогірне (раніше Тюзлер)
  - с-ще Гірне (раніше Еріклік)
  - с-ще Ісар
  - смт Курпати
  - смт Ореанда
  - с-ще Охотниче
- Лучистівська сільська рада
  - с. Лучисте (Демірджі)
  - с-ще Лаванда
  - с-ще Семидвір'я (Єді Ев)
- Маломаяцька сільська рада
  - с. Малий Маяк (Бююк-Ламбат)
  - с-ще Бондаренкове (Карабах)
  - с. Виноградний (Кастель)
  - с. Запрудне (Деґірменкой)
  - с. Кипарисне (Кючюк-Ламбат)
  - с. Лаврове (Кюркюлет)
  - с. Лазурне (Кастель-Приморський)
  - с. Нижнє Запрудне (Нижній Деґірменкой)
  - с. Пушкіне (Кючюккой)
  - с-ще Утьос (Карасан)
  - с-ще Чайка
- Малоріченська сільська рада
  - с. Малоріченське (Кючюк-Узень)
  - с. Генеральське (Улу-Узень)
  - с. Рибаче (Тувак)
  - с. Сонячногірське (Куру-Узень)
- Масандрівська селищна рада
  - смт Масандра
  - смт Джемієт (Восход)
  - смт Долосси
  - смт Магарач (Відрадне)
  - смт Нікіта
- Партенітська селищна рада
  - смт Партеніт
- Привітненська сільська рада
  - с. Привітне (Ускют)
  - с. Зеленогір'я (Арпат)
- Сімеїзька селищна рада
  - смт Сімеїз
  - смт Голуба Затока (раніше Лимена)
  - смт Кастрополь (Берегове)
  - смт Кацівелі
  - с. Оползневе (раніше Кікенеїз)
  - смт Паркове (раніше Новий Кючюккой)
  - смт Понизівка
- Фороська селищна рада
  - смт Форос
  - с-ще Олива
  - смт Санаторне
    - Мелас
    - Мухалатка
    - Мшатка